# Diego Garcia

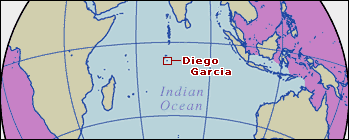
Diego Garcias position i Indiska Oceanen.

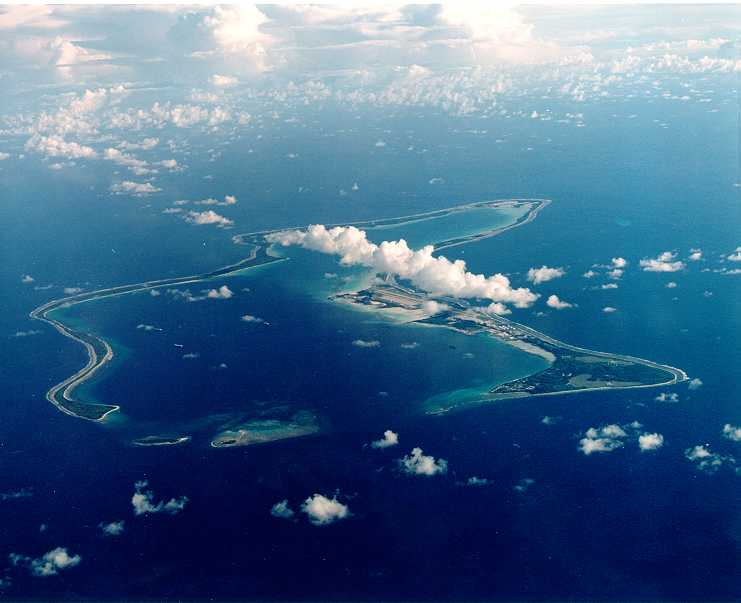
Flygbild över Diego Garcia.

Karta över Diego Garcia.

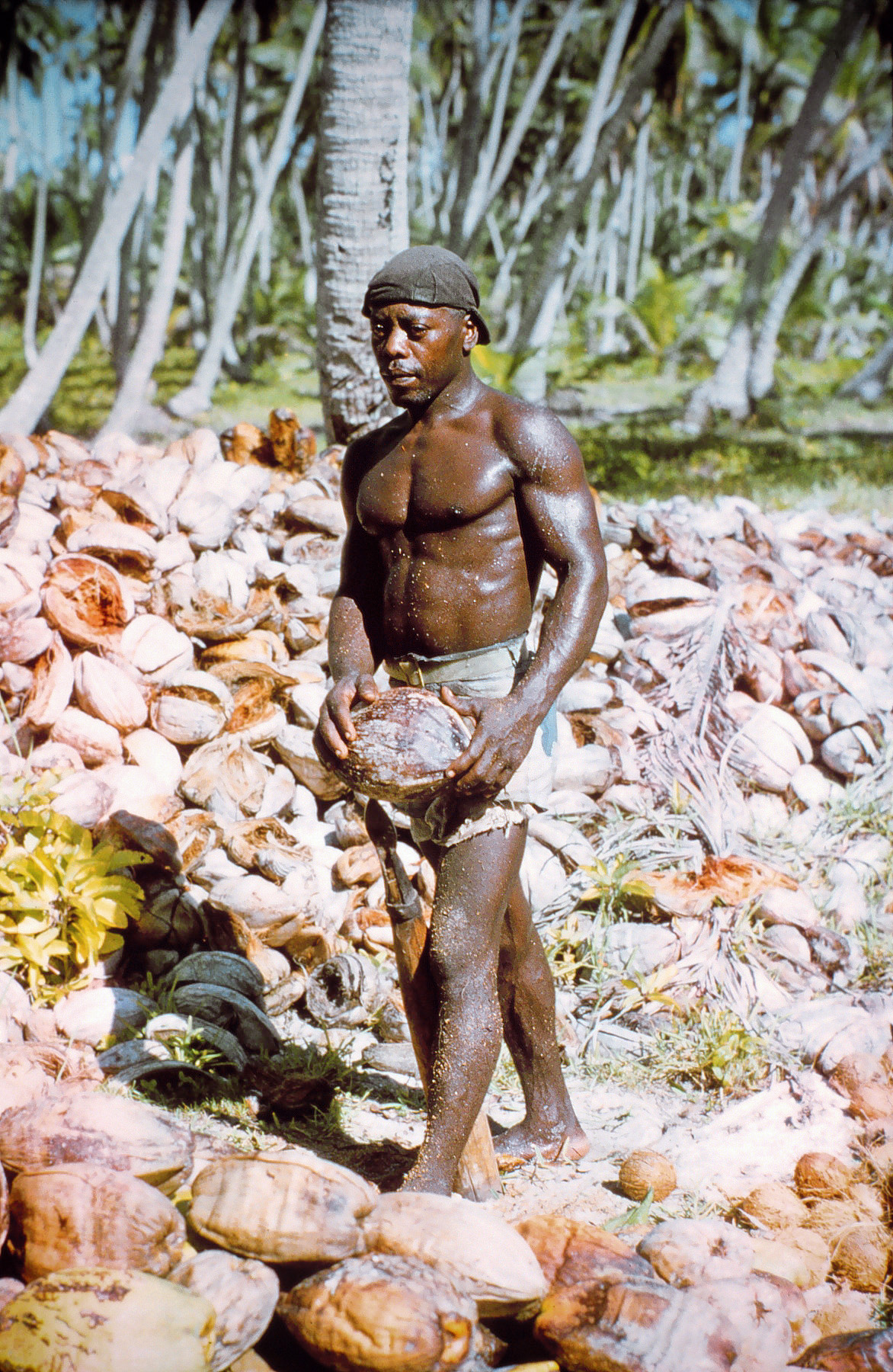
Medlem av den deporterade ursprungsbefolkningen ilwa.

Diego Garcia är en brittisk ö i Indiska oceanen med en storlek på 44km², den största av Chagosöarna. Den tillhör sedan 1965 förvaltningsområdet Brittiska territoriet i Indiska oceanen och används i dag som militärbas för USA och Storbritannien. 

## Bakgrund
Ön upptäcktes på 1500-talet av den spanske sjöfararen Diego García de Moguer som också har gett ön dess namn. Den befolkades 1793 då fransmännen skapade flera plantager på ön med slavbefolkning. 
Hela den infödda lokalbefolkningen, ilwa, även kallade chagossier, evakuerades mot sin vilja av den brittiska regeringen 1968-1973 på grund av ögruppens militära och strategiska betydelse. Den brittiska regeringen, under ledning av premiärminister Harold Wilson, skapade i kronrådet Brittiska territoriet i Indiska oceanen och hävdar att lokalbefolkningen inte är att betrakta som infödd befolkning och därmed inte har rätt att återvända enligt FN:s deklaration om de mänskliga rättigheterna. Enligt ett PM skrivet av en brittisk utrikestjänsteman år 1966 bestod lokalbefolkningen av "några få Tarzan och några män som Fredag, deras ursprung är oklart". De har fått viss kompensation, men har inte tillåtits återvända. En komplicerad rättsprocess fördes genom flera instanser. År 2012 beslöt Europadomstolen att chagossierna genom att ha accepterat finansiell kompensation inte längre kunde anses vara offer för brott mot de mänskliga rättigheterna.

## Diego Garcia i Wikileaksskandalen
År 2010 offentliggjorde Wikileaks dokument från 2009 som gör gällande att den brittiska regeringen sökt förklara Diego Garcia för ett marint naturreservat, världens största, med bevekelsegrunden att juridiskt förhindra ursprungsbefolkningen ilwa att återvända.

## Camp Justice
På ön finns den för USA:s väpnade styrkor strategiskt viktiga militärbasen och flygfältet Camp Justice som bland annat spelat en viktig roll i samband med den iranska revolutionen, Kuwaitkriget, samt Irakkriget. Flygfältets storlek möjliggör landning och tankning av bombplan av typen B-52 samt B-2. USA uppskattas ha 2000 soldater stationerade på ön. Vissa uppgifter gör gällande att militärbasen också har använts för fångförvar av misstänkta för terroristbrott.

## Geografi och naturliv
Diego Garcia har ett rikt djur- och växtliv och är hem för flera utrotningshotade djur, bland annat karettsköldpaddan och grön havssköldpadda.
Atollen består av en U-formad huvudö, där flygbasen ligger samt av tre småöar vid lagunens mynning; West Island, Middle Island och East Island.